# کالتنباخ، اتریش
کالتنباخ  (به آلمانی: Kaltenbach) یک منطقهٔ مسکونی در اتریش است که در شواس واقع شده‌است. کالتنباخ  ۵۶٫۷ کیلومتر مربع مساحت دارد ۵۵۸ متر بالاتر از سطح دریا واقع شده‌است.